# Port de Balès

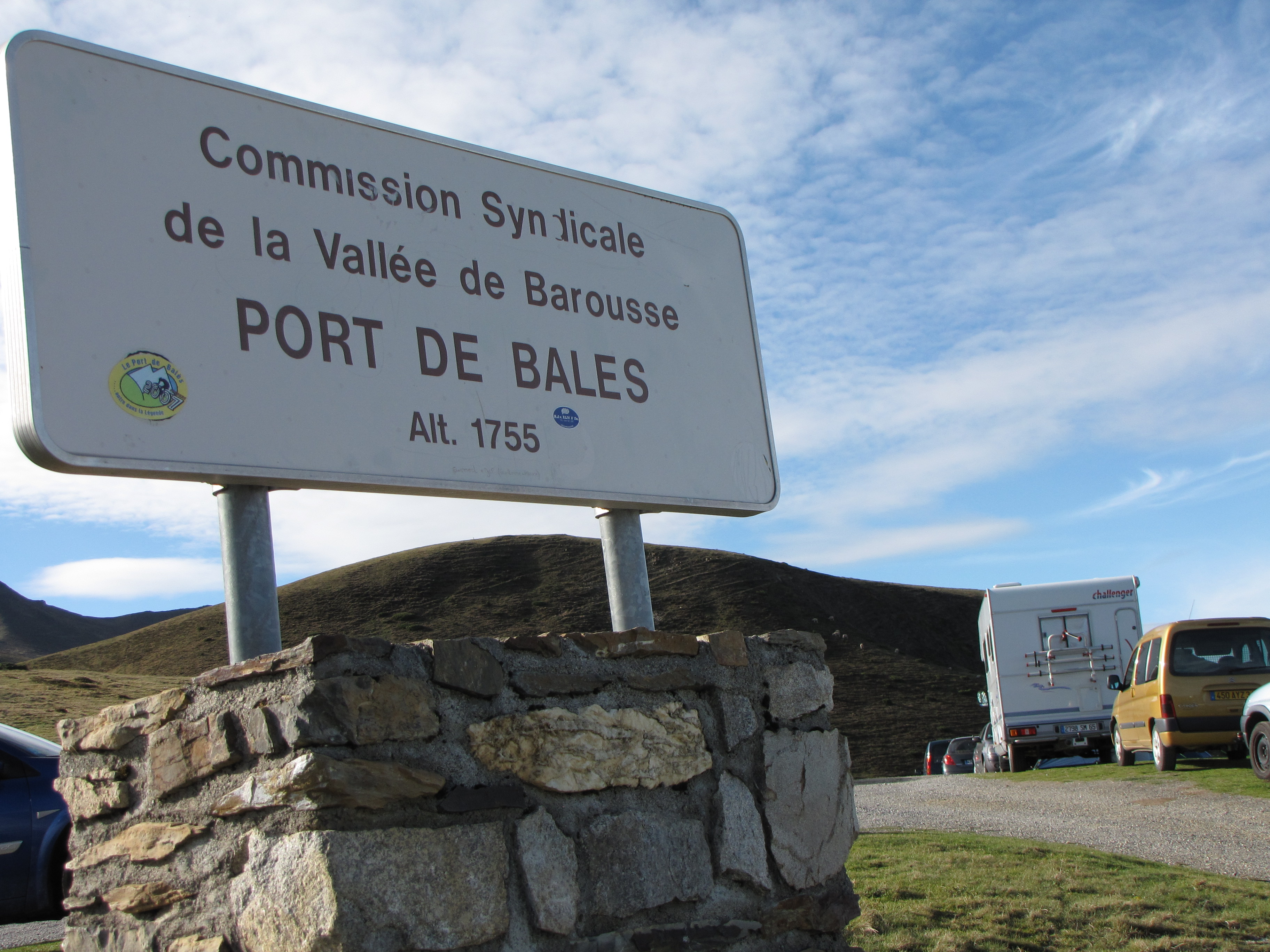
Mijlpaal Port de Balès

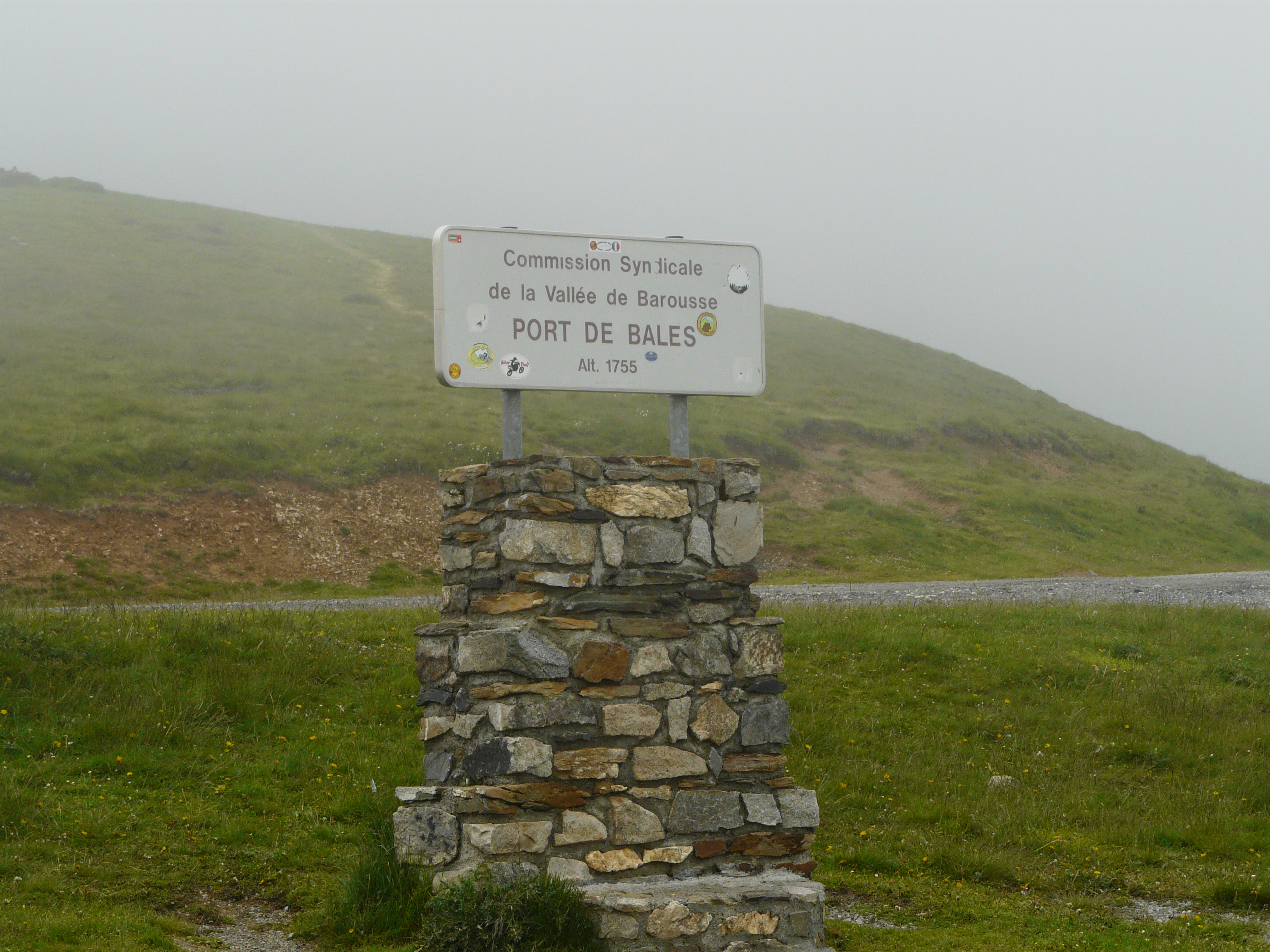
Port de Balès in de mist

De Port de Balès is een bergpas in de Franse Pyreneeën. De bergpas is bekend van wieleretappes in de Ronde van Frankrijk, en is geklasseerd als Hors Catégorie.
De bergpas, die enkel tijdens de zomermaanden geopend is, verbindt het dorpje Ferrère dicht bij Mauléon-Barousse in het departement Hautes-Pyrénées, met het gehucht Bourg-d'Oueil dicht bij Bagnères-de-Luchon in het departement Haute-Garonne. De bergpas zelf ligt exact op de grens van de twee departementen. Oorspronkelijk was de verbinding een klein aarden pad, maar dit won aan belang door de bosbouw. Eerst was de weg enkel bereikbaar voor bosbouw- en landbouwvoertuigen en terreinwagens tot in de jaren tachtig van de 20e eeuw een eerste asfaltering volgde. Deze was aan het einde van de jaren negentig terug volledig onberijdbaar geworden. Het was op aandringen van de Amaury Sport Organisation die in de Pyreneeën op zoek was naar nieuwe routes en beklimmingen, dat een herasfaltering en heraanleg van de verbindingsweg in de zomer van 2006 werd uitgevoerd en de bergpas zo kon opgenomen worden in het parcours van de Tour van het daaropvolgende jaar. De etappe werd dat jaar ook geselecteerd als "L'Étape du Tour", een evenement voor een grote massa waar een etappe uit de Tour van dat jaar door een grote groep wielertoeristen en liefhebbers volledig ongestoord door ander verkeer kan uitgereden worden.
Het zuidelijk startpunt van de bergpas, bij Bagnères-de-Luchon, is eveneens een startpunt voor de populaire Col de Peyresourde.
De verbindingsweg over de Port de Balès wordt aangeduid als de D925 in het departement Hautes-Pyrénées, en als de D51 in de Haute-Garonne.

## Ronde van Frankrijk
De klim werd voor het eerst aangedaan op 23 juli 2007 in de vijftiende etappe van de Ronde van Frankrijk van Foix naar Loudenvielle - Le Louron. Die etappe werd oorspronkelijk gewonnen door Vinokoerov. Na diens uitsluiting wegens bloeddoping werd de etappe op naam van Kim Kirchen gezet. Het was deze laatste die tijdens de etappe ook als eerste op de Port de Balès passeerde.
In de Ronde van Frankrijk 2010 volgde een nieuwe beklimming in de vijftiende etappe van Pamiers naar Bagnères-de-Luchon waar Thomas Voeckler als eerste de top haalde. Het was bij de beklimming van de Port de Balès dat de ketting van de fiets van gele trui Andy Schleck tijdens een aanval sprong, en hij daar de gele trui aan Alberto Contador verloor. Door de uitsluiting van Contador zou Schleck evenwel na de wedstrijd de eindoverwinning alsnog verkrijgen.
In 2012 volgt tijdens de zeventiende etappe van Bagnères-de-Luchon naar Peyragudes de derde beklimming.

## Doortochten en leiders op de top van de Port de Balès in de Ronde van Frankrijk
| Jaar | Etappe | Categorie | Als eerste op Port de Balès | Nationaliteit       | Start Etappe        | Aankomst Etappe          |
| ---- | ------ | --------- | --------------------------- | ------------------- | ------------------- | ------------------------ |
| 2007 | 15     | HC        | Kim Kirchen                 | Luxemburg           | Foix                | Loudenvielle - Le Louron |
| 2010 | 15     | HC        | Thomas Voeckler             | Frankrijk           | Pamiers             | Bagnères-de-Luchon       |
| 2012 | 17     | HC        | Alejandro Valverde          | Spanje              | Bagnères-de-Luchon  | Peyragudes               |
| 2014 | 16     | HC        | José Serpa                  | Colombia            | Carcassonne         | Bagnères-de-Luchon       |
| 2017 | 12     | HC        | Steve Cummings              | Verenigd Koninkrijk | Pau                 | Peyragudes               |
| 2020 | 8      | HC        | Nans Peters                 | Frankrijk           | Cazères-sur-Garonne | Loudenvielle             |

## Doortochten en leiders op de top van de Port de Balès in de Ronde van Spanje
| Jaar | Etappe | Categorie | Als eerste op Port de Balès | Nationaliteit | Start Etappe     | Aankomst Etappe |
| ---- | ------ | --------- | --------------------------- | ------------- | ---------------- | --------------- |
| 2013 | 15     | 1e        | André Cardoso               | Portugal      | Andorra la Vella | Peyragudes      |